# Elk Run Heights
Elk Run Heights est une ville située dans le comté de Black Hawk, dans l’État d’Iowa, aux États-Unis. Lors du recensement de 2010, elle comptait 1 117 habitants.

## Source
- (en) Cet article est partiellement ou en totalité issu de l’article de Wikipédia en anglais intitulé « Elk Run Heights, Iowa » (voir la liste des auteurs).